# Daria Issaïeva
Pour les articles homonymes, voir Issaïeva.
Daria Leonidovna Issaïeva (en russe : Дарья Леонидовна Исаева) (née Stoliarova le 29 mars 1990 à Moscou) est une joueuse de volley-ball russe. Elle mesure 1,86 m et joue au poste d'attaquante. Elle totalise 19 sélections en équipe de Russie.

## Clubs
| Club                | De        | À         |
| ------------------- | --------- | --------- |
| Zarechie Odintsovo  | 2001-2002 | 2012-2013 |
| Fakel Novy Ourengoï | 2013-2014 | 2013-2014 |
| Omitchka Omsk       | 2014-2015 | oct 2015  |
| Dinamo Kazan        | 2015-2016 | 2016-2017 |
| Dinamo Moscou       | 2017-2018 | 2019-2020 |
| Leningradka         | 2020-2021 | …         |

## Palmarès

### Équipe nationale
- Championnat d'Europe
  - Vainqueur : 2013.

### Clubs
- Coupe de la CEV
  - Vainqueur : 2017.
- Championnat de Russie
  - Vainqueur : 2010, 2018, 2019.
  - Finaliste : 2017.
- Coupe de Russie
  - Vainqueur : 2016, 2018.
  - Finaliste : 2014, 2015, 2019.
- Supercoupe de Russie
  - Vainqueur : 2017, 2018.
  - Finaliste : 2019.